# محمود حياوي حماش
الدكتور محمود حياوي حماش رئيس المجمع العلمي العراقي 2004م.

## سيرته
الدكتور محمود حياوي حماش التكريتي مواليد العراق 1943
دورة 1967 طب بغداد
أستاذ التشريح في كلية الطب جامعة بغداد والحاصل على شهادة الدكتوراه في التشريح والاجنة من جامعة لندن عام
1974
أول عميد لكلية الطب جامعة صدام ثم رئيس جامعة صدام (النهرين) ورئيس المجمع العلمي العراقي حتى 2003
شغل منصب رئيسا لفرع التشريح لعدة سنوات ورئيسا لجامعة النهرين سنوات.
الدكتور محمود حياوي التكريتي 1262 هـ -1943 م
ولد الدكتور محمود حياوي حماش التكريتي في قضاء بيجي عام 1943 م، وانهى الدراسة الابتدائية فيه، وانتقل إلى بغداد فاكمل الدراسة
المتوسطة والثانوية فيها عام 1961 م.
التحق بجامعة بغداد في كلية الطب وتخرج بدرجة بكالوريوس في الطب والجراحة العامة عام 1967، سافر إلى المملكة المتحدة في اجازة
دراسية فدخل جامعة لندن فنال منها درجة الدكتوراه في علم الاجنة والتشريح عام 1974.
عمل طبيباً في وزارة الصحة ما بين الاعوام 1967-1970، ومدرسا في كلية الطب بجامعة بغداد عام 1974، ورأس فرع التشريح في
كلية الطب من عام 1975 حتى عام 1987، أصبح معاونا للعميد للشؤون العلمية عام 1981-1982، وعميداً لكلية صدام الطبية في عام 1990.
وهو عضو في نقابة الاطباء الجمعية الاوربية للتكاثر وعلم الاجنة.
اختير عضواً في المجمع العلمي عام 1996. شارك في العديد من الحلقات والندوات والمؤتمرات القطرية والعربية والعالمية في براغ عام 1984م،
وبرايتن في الملكة المتحدة عام 1985، وفي روما عام 1988.